# IC 678
IC 678 est une galaxie elliptique naine située dans la constellation du Lion à environ 44 millions d'années-lumière de la Voie lactée. Elle a été découverte par l'astronome français Stéphane Javelle en 1893.
Les galaxies IC 678 et NGC 3521 forment une paire de galaxie.